# Uleiota texana
Uleiota texana is een keversoort uit de familie spitshalskevers (Silvanidae). De wetenschappelijke naam van de soort werd in 1989 gepubliceerd door Roger Dajoz.